# Geschichte der Chinesen in den Vereinigten Staaten
Die Geschichte der Chinesen in den Vereinigten Staaten von Amerika beginnt um die Mitte des 19. Jahrhunderts mit der Aufnahme der chinesisch-amerikanischen Seehandelsbeziehungen. Nachdem zunächst nur Kaufleute und Studenten Amerika bereist hatten, führte der kalifornische Goldrausch Mitte des 19. Jahrhunderts zum ersten großen chinesisch-amerikanischen Migrationsschub. Chinesen kamen jedoch nicht nur als Goldsucher nach Kalifornien, sondern leisteten Beiträge auch zum Bau der ersten transkontinentalen Eisenbahn und zum Aufbau der kalifornischen Landwirtschaft und Fischerei. Von Anfang an waren sie dabei dem Rassismus der europäischstämmigen Bevölkerung ausgesetzt, der in den 1870er Jahren in Massakern und der Zwangsansiedlung der chinesischen Migranten in Chinatowns gipfelte. Auch in rechtlicher Hinsicht waren Chinesen in den USA weitaus schlechter gestellt als die meisten anderen ethnischen Minderheiten. Sie mussten besondere Steuern zahlen, durften keine europäischstämmigen Partner heiraten und konnten die amerikanische Staatsbürgerschaft nicht erwerben. Zusätzliches Leid brachte 1882 der Chinese Exclusion Act, durch den sich die amerikanischen Grenzen für chinesische Einwanderer für mehr als 60 Jahre schlossen. Mit diesem Gesetz, das bis 1943 in Kraft blieb, wurde nicht nur eine Neu-Einwanderung von Chinesen verhindert, sondern auch die Familienzusammenführung der bereits im Lande lebenden Chinesen blockiert, die meist ohne ihre Frauen und Kinder eingereist waren.
Erst seit den 1940er Jahren verbesserte sich die Situation der chinesischen Amerikaner allmählich. Die Einbürgerung wurde möglich, das Mischehenverbot fiel, und schließlich wurden auch die Einreisebeschränkungen zurückgenommen. Heute leben in den USA mehr als 3,3 Millionen Chinesen, von denen der weitaus größte Teil der sozialen Mittelschicht angehört. Der Zustrom hält an, jährlich reisen Hunderttausende von Menschen aus der Volksrepublik China, aber auch aus Taiwan in die USA ein. Überflügelt wird die chinesisch-amerikanische Migration gegenwärtig nur von der Einwanderung aus Mexiko.

## Entdeckungsfahrt chinesischer Missionare im 5. Jahrhundert n. Chr.
Eine Gruppe chinesischer buddhistischer Missionare, die von dem Priester Hui-Sheng (chinesisch 慧深) geleitet wurde, unternahm im 5. Jahrhundert n. Chr. eine Seereise nach Osten. Hui-Shengs Bericht über diese Reise wurde 635 in der „Geschichte der Liang-Dynastie“ festgehalten, die später Teil des Chronikenzyklus der 24 Dynastiegeschichten wurde. Hui-Sheng beschreibt darin die Entdeckung einer Landmasse „Fusang“ (扶桑), die von der Mehrzahl der Historiker heute mit Japan identifiziert wird. Andere haben aus Hui-Shengs Entfernungsangaben jedoch den Schluss gezogen, dass seine Reise ihn an die Westküste des nordamerikanischen Kontinents geführt haben müsse. Belege für diese These gibt es nicht.

## Seehandel im Pazifischen Ozean

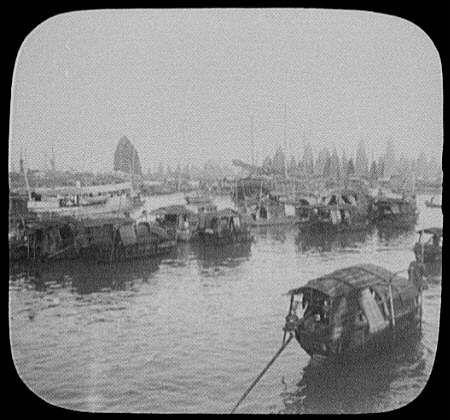
Guangzhou (Kanton) war in der Kaiserzeit das Außenhandelszentrum Chinas. Foto von 1895.

Weniger zweifelhaft ist, dass Chinesen in der Zeit der spanischen Kolonialherrschaft über die Philippinen (1565–1815) nach Nordamerika gelangten. Sie hatten sich auf den Philippinen als Schiffbauer und als Kaufleute niedergelassen und segelten vereinzelt an Bord spanischer Galeonen mit, die von den Philippinen zu ihren mexikanischen Heimathäfen zurückreisten. Kalifornien gehörte bis 1845 zu Mexiko, und Historiker nehmen an, dass eine geringe Zahl von Chinesen sich dort bereits Mitte des 18. Jahrhunderts niedergelassen hatte. Auch mit den Expeditionen des britischen Seefahrers und Entdeckers John Meares, der 1788 und 1789 jeweils von Kanton nach Vancouver Island segelte, gelangten einige chinesische Seeleute und Handwerker auf den nordamerikanischen Kontinent.
Schon kurz nach dem Amerikanischen Unabhängigkeitskrieg begannen die USA einen regen Seehandel mit China, dessen Außenhandelszentrum die Hafenstadt Guangzhou (alter Name: Kanton) war. Von dort kamen, angeregt durch den Kontakt mit amerikanischen Matrosen und Kaufleuten, die ersten chinesischen Reisenden. In den Vereinigten Staaten ging der Chinahandel zunächst von Neuengland aus; da der Panamakanal noch nicht existierte, führte die Handelsroute um Kap Hoorn herum. Die ersten Chinesen, die nach Neuengland kamen, waren Studenten, Kaufleute und Seemänner, die das fremde Land kennenlernen wollten, sich dort jedoch nur selten dauerhaft niederließen. Von 1818 bis 1825 studierten fünf junge Chinesen an einer Missionsschule in Cornwall, Connecticut; drei weitere trafen 1847 ein, darunter der spätere Diplomat Yung Wing, der 1854 sein Studium in Yale abschloss.

## Beginn der chinesisch-amerikanischen Migration

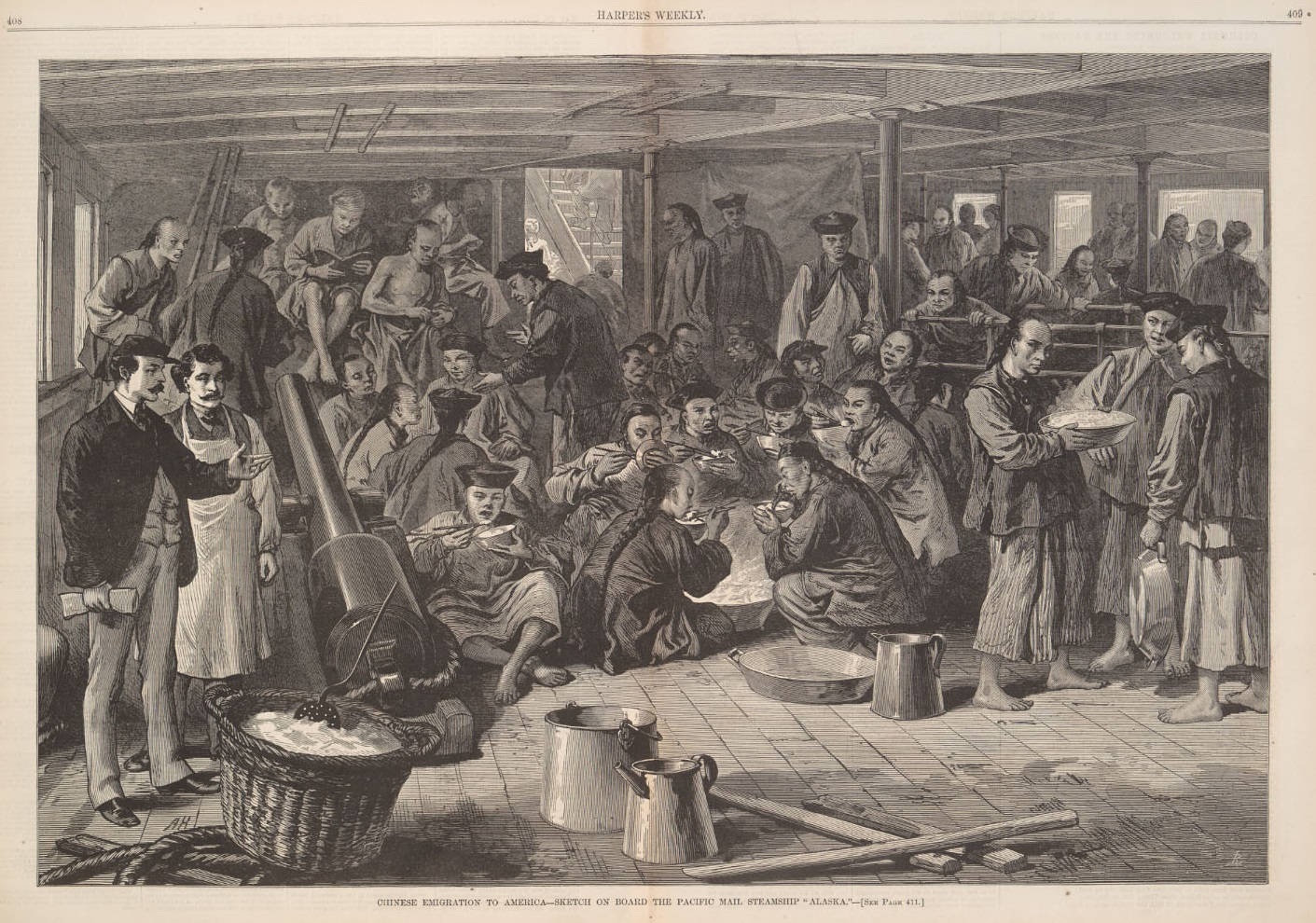
Chinesische Einwanderer an Bord eines Dampfschiffes auf dem Wege nach San Francisco.

### Hintergründe
Bis etwa zur Mitte des 19. Jahrhunderts zog es nur sehr wenige chinesische Migranten auf das heutige Staatsgebiet der USA. Das Leben in China war meist auskömmlich; die nordamerikanische Westküste lag weit entfernt und bot mit ihrer dünnen Besiedelung auch kaum Anreiz für den Aufbau einer Existenz. Sowohl in China als auch in Amerika änderten sich die Umstände bald jedoch dramatisch. China wurde nach dem verlorenen Ersten Opiumkrieg (1840–1842) von den Siegermächten gezwungen, seinen Wirtschaftsprotektionismus aufzugeben und seinen Außenhandelspartnern Zugeständnisse zu machen, durch die die Wirtschaft des Landes zusammenbrach. Weiter spitzte sich die Lage durch den Zweiten Opiumkrieg (1856–1860) und den Taiping-Aufstand (1851–1864) zu, in dessen Verlauf mehr als 20 Millionen Menschen ums Leben kamen. Die Massenarmut löste eine Massenauswanderung aus, die sich zunächst auf den südostasiatischen Raum beschränkte. Als nach dem Beginn des Kalifornischen Goldrausches (1848) heimgekehrte chinesische See- und Kaufleute ihren kantonesischen Landsleuten von den amerikanischen Ereignissen berichteten, brachen zunächst einzelne, von 1849 an jedoch Tausende von Chinesen nach Kalifornien auf, um dort ihr Glück zu suchen.

### Ausreise aus China
Die Ausreise aus China war illegal, ihr Versuch wurde unter der Qing-Dynastie mit dem Tode bestraft. Als die Autorität der Qing-Regierung ab der Mitte des 19. Jahrhunderts allmählich verfiel, blieb das Ausreiseverbot zwar bestehen, wurde jedoch nicht mehr konsequent durchgesetzt. Um bei der Ausreise Schwierigkeiten zu vermeiden, schifften sich chinesische Goldsucher meist in der britischen Kolonie Hongkong ein; seltener reisten sie über die portugiesische Kolonie Macau aus, die ein berüchtigter Umschlagplatz für unfreie Tagelöhner war. Nur Kaufleute waren in der Lage, ihre Frauen und Kinder nach Übersee mitzunehmen. Die große Mehrzahl der chinesischen Migranten waren Bauern und Handwerker: junge Männer, die ebenfalls meist verheiratet waren, ihre Frauen und Kinder jedoch zurückließen, da sie meist nur vorübergehend nach Amerika gehen wollten. Die Ehefrauen blieben auch deshalb in China zurück, weil ihre Hauptaufgabe traditionell darin bestand, sich um ihre Schwiegereltern zu kümmern. Von dem Geld, das die Männer in Amerika verdienten, schickten sie einen Großteil nach China. Da es für Chinesen in dieser Zeit üblich war, in äußerst eng geknüpften sozialen Netzen aus Familien, Vereinigungen und Zünften zu leben, entsandten manchmal ganze Dorfgemeinschaften und sogar Landstriche (etwa in Taishan) ihre jungen Männer nach Kalifornien. Vom Beginn des Kalifornischen Goldrausches bis 1882 – danach beendete ein amerikanisches Bundesgesetz den chinesischen Zuzug – kamen ca. 300.000 Chinesen in die Vereinigten Staaten. Da die Verdienstmöglichkeiten in Amerika weitaus besser waren als in China, blieben diese Migranten trotz der zunehmenden Fremdenfeindlichkeit oft erheblich länger, als sie zunächst geplant hatten.

### Ankunft in den USA

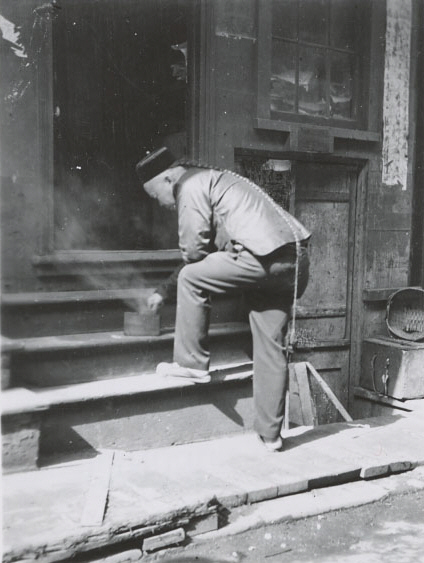
Bis zum Beginn der chinesischen Revolution im Jahre 1911 waren auch im Ausland lebende Chinesen gezwungen, als Ausdruck ihrer Loyalität zum Kaiserhaus einen Zopf zu tragen.

Die chinesischen Migranten buchten ihre Schiffspassage bei der Pacific Mail Steamship Company (1848 gegründet) oder bei der Occidental and Oriental Steamship Company (1874 gegründet). Das erforderliche Geld liehen sie sich meist von Angehörigen, Bezirksvereinigungen oder von gewerblichen Geldverleihern. Manchmal entsandten auch amerikanische Arbeitgeber Agenten nach China, die dort Arbeitskräfte unter Vertrag nahmen und das Geld für die Überfahrt als Vorausleistung für den Arbeitslohn auszahlten („Credit Ticket System“). Die Einreise der Chinesen in die USA war zunächst unkompliziert, erfolgte legal und bekam 1868 mit dem Burlingame Treaty auch eine formale rechtliche Grundlage. Obwohl ihre Kinder, wenn sie in den USA geboren wurden, die amerikanische Staatsbürgerschaft erwarben, blieben die Migranten selbst Ausländer. Anders als den europäischen Einwanderern wurde ihnen die Möglichkeit der Einbürgerung vorenthalten.

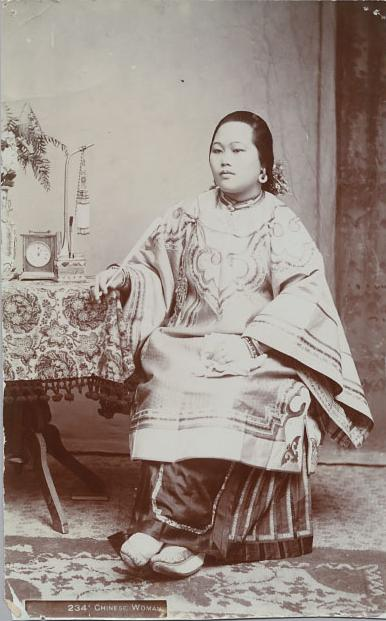
Porträt einer verheirateten chinesisch-amerikanischen Frau in den 1870er Jahren.

Obwohl die Neuankömmlinge nach der Einreise in San Francisco in eine Gemeinschaft von Landsleuten gelangten, waren die Ankunft und das Einleben in dem fremden Land oft mit einem Kulturschock verbunden. Die meisten chinesischen Einwanderer sprachen und verstanden weder Englisch, noch waren sie mit der westlichen Kultur und Lebensweise vertraut; oftmals kamen sie auch vom Lande und hatten sich noch nie in einer großen Stadt wie San Francisco zurechtfinden müssen. Der Rassismus, dem sie bei den europäischstämmigen Amerikanern von Anfang an begegneten und der bis zur Jahrhundertwende beständig zunahm, verhinderte nachhaltig, dass sie sich assimilierten; der Zusammenhalt ihrer Landsmannschaft blieb für die Chinesen in den USA bis weit ins 20. Jahrhundert hinein eine Lebensnotwendigkeit. Auch in ihrer Herkunft lagen Gründe, die die Assimilation der Einwanderer behinderten: Unter der Herrschaft der Qing-Dynastie wurden die chinesischen Männer unter Androhung der Todesstrafe gezwungen, ihrer Loyalität mit den Machthabern durch das Tragen eines Zopfes (engl.: queue, pigtail) Ausdruck zu verleihen. Da die chinesischen Migranten so oft wie möglich nach China zurückreisten, um ihre Frauen und Kinder zu sehen, konnten sie auch in den USA ihre oftmals verhassten Zöpfe nicht abschneiden, da sie ohne diese legal nicht hätten nach China einreisen können.
Der Tradition blieben die Chinesen meist auch in ihrem Glauben treu, wobei sie entweder dem Konfuzianismus, dem Ahnenkult, dem Buddhismus oder dem Daoismus bzw. einer eklektischen Kombination verschiedener Glaubensrichtungen anhingen. Die Zahl der chinesischen Migranten, die zum Christentum konvertierten, blieb zunächst gering. Diese Konvertiten hatten sich oftmals schon in China dem Protestantismus zugewandt, um dessen Christianisierung ausländische Missionare sich seit Jahrhunderten mit nur wenig Erfolg bemüht hatten. Christliche Missionare wirkten auch in den chinesischen Siedlungen in Amerika, ihre Glaubensbotschaft fand jedoch nur bei wenigen Gehör. Es wird geschätzt, dass zunächst nur ca. 20 % der chinesischen Migranten christliche Glaubensinhalte annahmen. Bis in die Mitte des 20. Jahrhunderts sprach auch nur eine Minderheit der in den USA lebenden Chinesen Englisch.
Die frühe chinesisch-amerikanische Gemeinschaft war eine Männergesellschaft. 1850 bestand die chinesische Einwohnerschaft von San Francisco aus 4.018 Männern und 7 Frauen. 1855 betrug der Frauenanteil landesweit nur 2 Prozent, selbst 1890 waren es nur 4,8 %. Ein Teil dieser ohnehin wenigen Frauen wurde in der Öffentlichkeit kaum sichtbar, da sie als Kaufmannsfrauen einen hohen sozialen Rang einnahmen, gebundene Füße hatten und das Haus nicht verließen. Die Prostitution blühte und bildete für chinesische Schleuser und Schlepper ein einträgliches Geschäft. Aus Unterlagen des US-Zensus aus dem Jahre 1870 geht hervor, das 61 Prozent der 3.536 kalifornischen Chinesinnen Prostituierte waren. Durch kalifornische Gesetze und durch die Missionstätigkeit der methodistischen und presbyterianischen Kirchen, die Hunderten von Frauen Zuflucht gewährten, konnte der Anteil der Prostituierten bis 1880 auf 24 Prozent gesenkt werden. Viele dieser Frauen heirateten chinesische Männer, die zum Christentum konvertiert waren, und gründeten mit diesen einige der frühesten chinesisch-amerikanischen Familien. Die amerikanische Legislative nahm die Prostitution jedoch zum Anlass, den Zuzug chinesischer Frauen insgesamt zu erschweren. Das in Washington am 3. März 1875 verabschiedete Page Law verbot, dass Frauen zum Zwecke der Prostitution in die USA einreisen. Häufig stuften die Beamten der Einreisebehörde aber auch solche Frauen als Prostituierte ein, die tatsächlich keine waren.

### Entwicklung der chinesisch-amerikanischen Einrichtungen

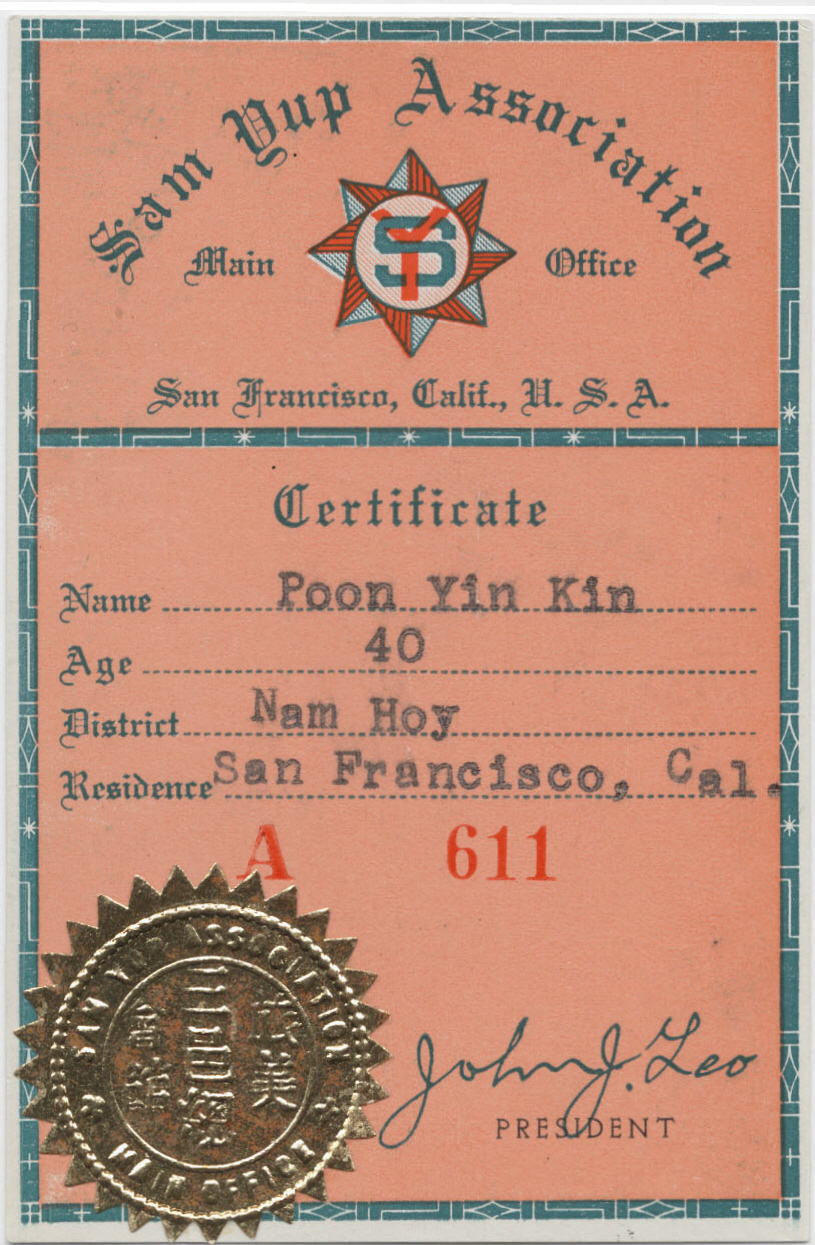
Mitgliedszertifikat der Sam Yup Association.

Charakteristisch für die Gesellschaft im vorrevolutionären China war ein dichtes Netz aus Großfamilien, Vereinigungen und Zünften, die jedes Individuum in die Pflicht, aber auch in Schutz nahmen. Bald nach der Entstehung des chinesischen Siedlungskerns in San Francisco unternahmen angesehene chinesische Kaufleute – andere Respektspersonen besaß die Gemeinschaft noch nicht – erste Anstrengungen, entsprechende Einrichtungen auch auf amerikanischem Boden zu bilden. Zunächst stellten diese Organisationen nur sicher, dass den Neuankömmlingen Dolmetscherdienste, Unterkünfte und Arbeit vermittelt werden konnte. 1849 entstand in San Francisco die erste chinesische Kaufmannsvereinigung, die sich im Verlaufe weniger Jahre zu einem Netz von Landsmannschaften (district associations) ausbildete, in denen Chinesen aus jeweils unterschiedlichen Heimatregionen organisiert waren; die Landsmannschaften zerfielen wiederum in Familienvereinigungen (clan associations), in denen Personen zusammengefasst waren, die durch verwandtschaftliche Beziehungen verbunden waren. Nach mehrfacher Reorganisation wurde daraus die „Chinese Consolidated Benevolent Association“ (CCBA), die unter der Bezeichnung „Six Companies“ (deutsch: Sechs Gesellschaften) auch außerhalb der chinesischen Gemeinschaft ein Begriff wurde. In anderen großen chinesisch-amerikanischen Gemeinden entstanden ähnliche Netzwerke.

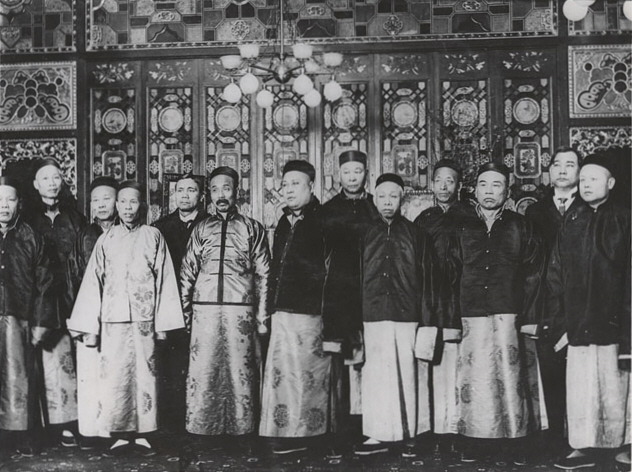
„Offiziere“ der Six Companies in San Francisco.

Die chinesischen Assoziationen schlichteten bei Streitigkeiten und organisierten bald auch Teile des Hotelwesens, der Kreditvermittlung, der Gesundheitsversorgung, des Bildung- und des Beerdigungswesens; letzteres war für die chinesischen Gemeinschaft besonders bedeutsam, da viele der Migranten aus religiösen Gründen Wert darauf legten, ihre Gebeine bzw. ihre Asche in China beisetzen zu lassen. In den 1880er Jahren schlossen sich die Assoziationen zu einer nationalen CCBA zusammen, die sich in der Zeit der anti-chinesischen Repressionen für die politischen und rechtlichen Interessen der chinesisch-amerikanischen Gemeinschaft einsetzte und viele Rechtsfälle bis vor den U. S. Supreme Court trug. In der Chinatown von San Francisco nahm die CCBA später auch den Rang einer inoffiziellen lokalen Regierung ein, die auf dem Höhepunkt der anti-chinesischen Ausschreitungen unter anderem eine Privatpolizei zum Schutz der Bewohner einsetzte.
Eine Minderheit der chinesischen Migranten trat nicht der CCBA bei, sondern organisierte sich in Tongs: Geheimgesellschaften, die ursprünglich zur gegenseitigen Unterstützung ihrer Mitglieder geschaffen worden waren, deren Mitglieder später oft jedoch kriminelle Aktivitäten entfalteten und Menschenschmuggel, Erpressung, Prostitution oder Glücksspiel betrieben.

## Arbeitsfelder

### Chinesen im kalifornischen Goldrausch

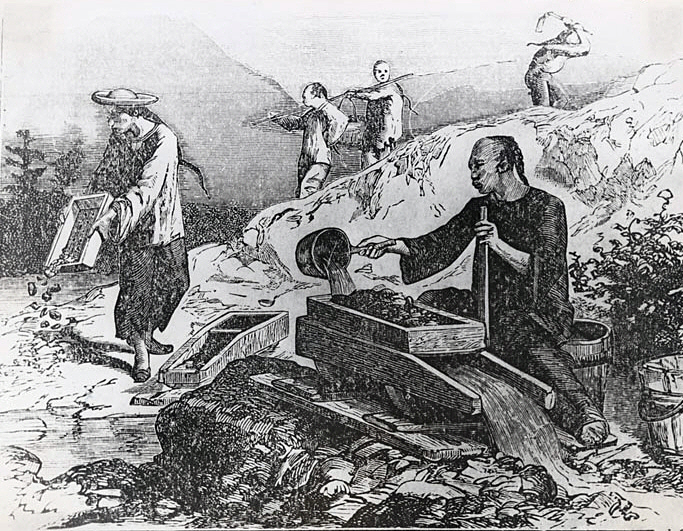
Chinesische Minenarbeiter in Kalifornien.

Für die meisten chinesischen Migranten der 1850er Jahre war San Francisco nur eine Durchgangsstation auf dem Wege zu den Goldfeldern in der Sierra Nevada. Schätzungen zufolge waren in den späten 1850er Jahren 15.000 chinesische Minenarbeiter in den „Mountains of Gold“ (deutsch: Goldberge, kantonesisch: Gam Saan, 金山) tätig. Da in den Goldfeldern anarchische Verhältnisse herrschten, der Raub von Claims kaum verfolgt wurde und die chinesischen Goldsucher gewaltsamen Übergriffen besonders häufig zum Opfer fielen, entwickelten diese Männer eine Arbeitsweise, die sich von der europäischstämmiger Goldsucher grundlegend unterschied: während die Europäer meist als Einzelpersonen oder in kleinen Gruppen arbeiteten, bildeten die Chinesen erstens große Teams, in denen sie nicht nur gegen Angriffe geschützt waren, sondern die aufgrund ihrer hohen Organisation häufig auch eine erhebliche Ausbeute erzielten. Um sich gegen Angriffe noch weiter zu sichern, wandten sie sich zweitens vorzugsweise solchen Claims zu, die von anderen Goldsuchern zuvor als unergiebig beurteilt und aufgegeben worden waren. Da die Claims erst zu Beginn des 20. Jahrhunderts erschöpft waren, blieben viele von ihnen auch weitaus länger als die europäischstämmigen Goldsucher; 1870 waren ein Drittel der Männer in den kalifornischen Goldfeldern Chinesen. Ihre Verdrängung hatte allerdings bereits 1850 begonnen, als der kalifornische Gesetzgeber ausländische Goldsucher mit einer Steuer belegte, die eigentlich auf eine Vertreibung der hispanischen Minenarbeiter abzielte, die Chinesen jedoch gleichermaßen betraf. Diese Foreign Miner’s Tax bestand bis 1870. Erschwert wurde die Lage der chinesischen Goldsucher auch durch ein Urteil des obersten kalifornischen Gerichtshofes, der im Rechtsfall „The People Vs. Hall“ 1854 entschied, dass Chinesen nicht als Zeugen vor kalifornischen Gerichten zuzulassen seien. Die in Kalifornien lebenden Chinesen wurden mit dieser Entscheidung praktisch in einen rechtsfreien Raum gestellt, da sie nun keine Möglichkeit mehr hatten, Rechtsansprüche – etwa im Falle eines Claimdiebstahls oder eines Vertragsbruchs – vor Gericht geltend zu machen. Das Urteil blieb geltendes Recht bis 1873.

### Eisenbahnbau

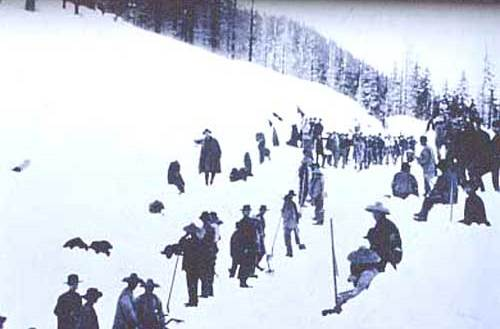
Chinesische Arbeiter beim Bau der ersten transkontinentalen Eisenbahn.

In den 1860er Jahren bauten Union Pacific Railroad und Central Pacific Railroad gemeinsam die erste transkontinentale Eisenbahn der USA. Die Bauarbeiten wurden 1863 an den Endpunkten der Strecke – Omaha, Nebraska, und Sacramento, Kalifornien – begonnen; am Promontory Summit in Utah wurden die beiden Teilstrecken am 10. Mai 1869 zusammengeführt. Da an europäischstämmigen Bauarbeitern Mangel herrschte, wurden von 1865 in großer Zahl chinesische Arbeiter eingestellt; sie wurden zunächst aus den Goldfeldern rekrutiert, dann jedoch auch als Kontraktarbeiter aus China geholt. Die Idee zum Einsatz von Chinesen ging vom Direktor der Central Pacific Railroad, Charles Crocker aus, der zunächst Mühe hatte, seine Geschäftspartner davon zu überzeugen, dass die zumeist schmächtig aussehenden chinesischen Arbeiter, die manche verächtlich als „Crocker’s pets“ (deutsch: Crockers Haustiere) bezeichneten, für die schwere körperliche Arbeit geeignet waren. Die Trasse führte nicht nur über Flüsse und Canyons, die überbrückt werden mussten, sondern auch durch die beiden Gebirge Sierra Nevada und Rocky Mountains, in denen Tunnel angelegt werden mussten. Bei den Sprengungen kamen viele Chinesen ums Leben. Die Bauarbeiten mussten teils in großer Hitze durchgeführt werden, teils in bitterer winterlicher Kälte. Die Camps wurden gelegentlich unter Lawinen begraben. Dennoch erwiesen sich die gut organisierten chinesischen Teams als überaus effizient; auf dem Höhepunkt der Bauarbeiten, kurz vor Fertigstellung der Strecke, waren mehr als 11.000 Chinesen bei dem Projekt beschäftigt. Der Anteil der europäischstämmigen Belegschaft, die höher entlohnt wurde und unter besseren Bedingungen arbeitete, betrug zu diesem Zeitpunkt keine zehn Prozent mehr. Nach 1869 führten Southern Pacific Railroad und Northwest Pacific Railroad den Ausbau des Eisenbahnnetzes im amerikanischen Westen fort. Viele der Chinesen, die die Transkontinentalstrecke erbaut hatten, blieben auch weiterhin beim Eisenbahnbau tätig.

### Landwirtschaft

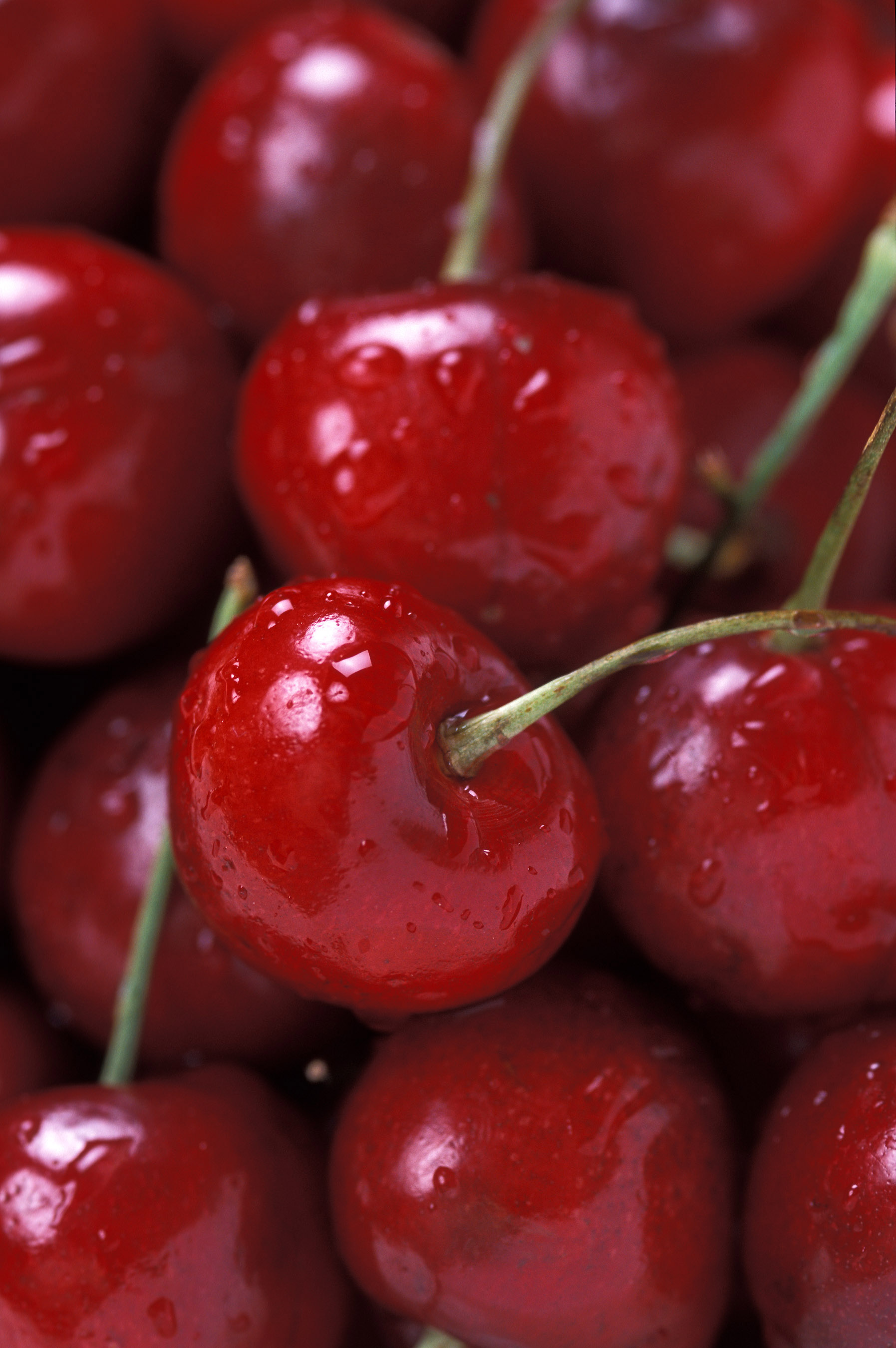
Die Bing-Kirsche verdankt ihre Entwicklung dem chinesisch-amerikanischen Gartenbauer Ah Bing.

Bis zur Mitte des 19. Jahrhunderts wurde in Kalifornien hauptsächlich Weizen angebaut. Das günstige Klima legte auch den Anbau von Obst, Gemüse und Blumen nahe. Im amerikanischen Osten bestand eine starke Nachfrage nach diesen Produkten. Die Belieferung dieser Märkte wurde jedoch erst mit der Fertigstellung der transkontinentalen Eisenbahn möglich. Ebenso wie beim Eisenbahnbau fehlten auch in der expandierenden kalifornischen Landwirtschaft Arbeitskräfte, sodass die Grundbesitzer in den 1860er Jahren begannen, in ihren landwirtschaftlichen Großbetrieben Tausende von chinesischen Migranten einzustellen. Dies waren meist keine ungelernten Saisonarbeiter, sondern erfahrene chinesische Bauern, deren Know-how die kalifornische Obst-, Gemüse- und Weinwirtschaft bis heute viel verdankt. Viele dieser Männer stammten aus dem Mündungsdelta des Perlfluss, wo sie auch gelernt hatten, wie man unzugänglichen Flussniederungen fruchtbaren Ackerboden abgewinnt: Fachkenntnisse, die sie nun für die Urbarmachung der weitläufigen Täler des Sacramento River und des San Joaquin River nutzten. Eigenen Grund und Boden zu bewirtschaften, war für chinesische Migranten aufgrund der kalifornischen Gesetze nicht möglich. Häufig betrieben sie Landwirtschaft jedoch in Pacht oder unter Gewinnbeteiligungsverträgen, die sie mit ihren Arbeitgebern abschlossen.
Als die USA in den 1870er Jahren in eine anhaltende Wirtschaftskrise gerieten und viele Amerikaner ihre Arbeit verloren, entstand im ganzen amerikanischen Westen eine anti-chinesische Bewegung, deren wichtigstes Sprachrohr die von Dennis Kearney geführte kalifornische Arbeiterorganisation Workingmen’s Party wurde. Deren Propaganda brandmarkte die chinesischen Migranten als Ausländer, die für Dumpinglöhne arbeiteten und amerikanischen Männern damit die Arbeit wegnahmen. Nachdem die Wirtschaftsflaute 1893 das Maß einer schweren Depression annahm, kam es im gesamten Westen zu anti-chinesischen Aufständen, in deren Verlauf es zu Gewaltanwendung und zu Massakern kam. Die meisten der in der Landwirtschaft tätigen Chinesen – 1890 betrug ihr Anteil unter den kalifornischen Landwirtschaftsarbeitern 75 % – wurden vertrieben. Zuflucht fanden sie in den Chinatowns der großen Städte. Die frei werdenden landwirtschaftlichen Arbeitsplätze erwiesen sich anschließend als so wenig attraktiv, dass die europäischstämmigen Arbeitslosen sie mieden; wiederbesetzt wurden die Stellen meist mit japanischen Arbeitskräften, auf die später Philippiner und schließlich Mexikaner folgten.

### Fischerei

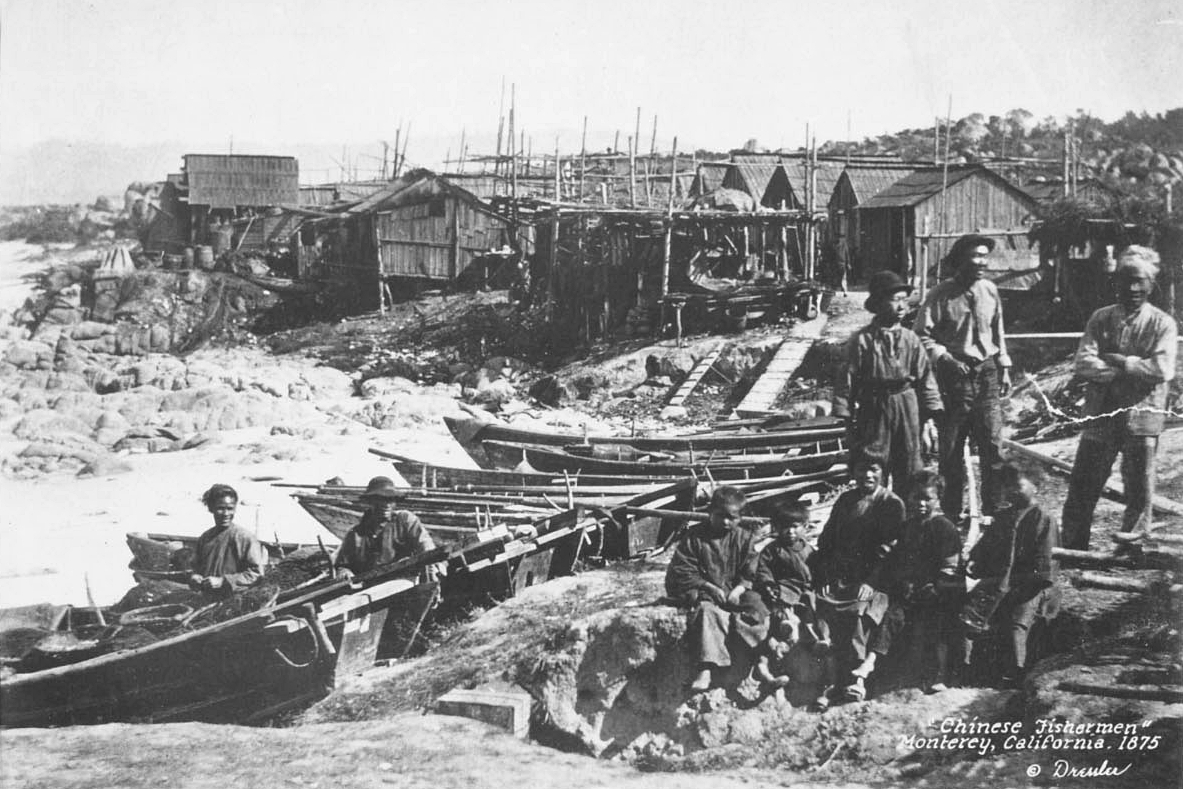
Chinesische Fischer in Monterey, Kalifornien

Aus der Region um die Mündung des Perlflusses kamen auch zahllose erfahrene chinesische Fischer. In den 1850er Jahren begründeten sie vor der kalifornischen Küste eine Fischereiwirtschaft, die beständig wuchs und sich in den 1880er Jahren über die gesamte Westküste der USA von Kanada bis Mexiko erstreckte. Mit ganzen Flotten kleiner Boote (Sampans) fuhren die chinesischen Fischer aufs Meer, um Hering, Seezunge, Stint, Kabeljau, Stör und Hai zu fangen. Für den Fang größerer Fische wie Barracudas benutzten sie Dschunken, die an der amerikanischen Westküste in großen Zahlen auch gebaut wurden. Zur Ausbeute der chinesisch-amerikanischen Fischerei zählten daneben Krebse, Muscheln, Abalone, Lachse und Seetang, der ebenso wie Hai ein Grundnahrungsmittel der chinesischen Küche ist. Die Produkte wurden anschließend vor Ort verkauft oder salzgetrocknet nach Ostasien und Hawaii verschifft.
Da seit dem Ende der 1850er Jahre auch europäische Migranten – vor allem Griechen, Italiener und Dalmaten – in die Fischerei der amerikanischen Westküste drängten und Druck auf die kalifornische Legislatur ausübten, wurden die chinesischen Fischer schließlich durch ein ganzes Bündel von Steuern, Auflagen und Gesetzen vertrieben. Sie mussten spezielle Abgaben zahlen (Chinese Fisherman’s Tax) und durften weder mit traditionellen chinesischen Fangnetzen noch mit Dschunken fischen. Die verheerendste Wirkung hatte der 1888 verabschiedete Scott Act, der das Aufenthaltsrecht der in den USA lebenden Chinesen praktisch damit verknüpfte, dass diese im Lande blieben. Sobald sie das amerikanische Staatsgebiet verließen, durften sie nicht wieder einreisen. Die chinesischen Fischer konnten mit ihren Fangbooten die 3-Meilen-Zone nicht mehr verlassen. Ihre Arbeit wurde unrentabel, nach und nach gaben sie die Fischerei auf. Unangefochten blieb ihre Position lediglich in den Bereichen, in denen sie in keiner Konkurrenz zu europäischstämmigen Amerikanern standen, etwa in der Haifischerei. Viele ehemalige Fischer fanden Arbeit in den Lachskonservenfabriken, die bis in die 1930er Jahre zu den wichtigsten Arbeitgebern für chinesische Migranten zählten, da weiße Arbeiter sich für solche harten, saisongebundenen Tätigkeiten kaum interessierten.

### Andere Beschäftigungen

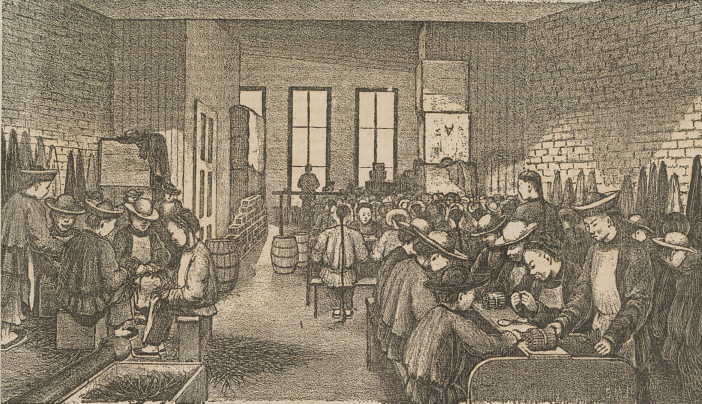
Chinesische Zigarrenmanufaktur in San Francisco.

Seit der Zeit des kalifornischen Goldrausches fanden viele chinesische Migranten ihr Auskommen auch als Hausangestellte oder durch den Betrieb von Restaurants, Wäschereien, Opiumhöhlen und einem breiten Spektrum von Geschäften, wie Lebensmittelläden, Antiquitätenhandlungen, Juweliere und Importwarengeschäfte. Daneben arbeiteten sie oft auch in Borax- oder Quecksilberminen, als Seeleute an Bord der Schiffe amerikanischer Reedereien oder in der Konsumgüterindustrie, besonders in der Zigarren-, Stiefel-, Schuh- und Textilherstellung. Während der Wirtschaftskrise der 1870er Jahre stellten die Fabrikeigentümer gern Migranten ein, da diese sich mit niedrigen Löhnen zufriedengaben. Die Chinesen ertrugen die schlechte Entlohnung, da ihre Frauen und Kinder weiterhin in China lebten, wo die Lebenshaltungskosten gering waren. Da sie als Ausländer aus den amerikanischen Gewerkschaften ausgeschlossen waren, bildeten sie nach chinesischem Muster eigene Organisationen („guilds“), die ihre Interessen bei den Arbeitgebern vertraten. Von den amerikanischen Gewerkschaftern wurden die chinesischen Industriearbeiter jedoch ständig beargwöhnt, da diese ihnen unterstellten, bereitwillig für Dumpinglöhne zu arbeiten und als Streikbrecher den Interessenkampf der amerikanischen Arbeiter zu konterkarieren. In die Schlagzeilen geriet in diesem Zusammenhang der Streik in einer Schuhfabrik in North Adams, Massachusetts im Jahre 1870, deren Leitung die Streikenden durch 75 chinesische Arbeiter ersetzte. Diese jungen Männer waren jedoch von der Firmenleitung aus San Francisco herbeigeschafft worden und wussten überhaupt nicht, dass sie an ihrem Bestimmungsort als Streikbrecher eingesetzt werden sollten. Dennoch wurde dieser Vorfall in der Gewerkschaftspropaganda später immer wieder zitiert, wobei die chinesischen Arbeiter dann stets zu seinen Urhebern erklärt wurden. Die Kontroverse erlahmte, als infolge der Zuspitzung der Wirtschaftskrise im Jahre 1875 die Mehrzahl der Zigarren oder Stiefel produzierenden Unternehmen unterging. Lediglich die Nähereien überlebten und beschäftigten chinesische Arbeiter weiterhin in großer Zahl.

## Zeit der Ausgrenzung

### Die Anfeindungen beginnen
Mit dem Anstieg der chinesischen Einwanderung ab 1849 begannen die wachsenden Anfeindungen gegenüber der chinesischen Bevölkerungsgruppe. Im 19. Jahrhundert waren die Spannungen zwischen chinesischen Einwanderern und Weißen anhaltend. Jedoch waren sie nicht immer gleich stark und präsent. Besonders, wenn Weiße und chinesische Einwanderer direkt um beliebte Berufs- oder Wohnbereiche konkurrierten und die weiße Bevölkerung sich organisieren konnte, kam es zu Konflikten. Erstmals geschah dies in den 1850er Jahren. Gerade in Kalifornien formierte sich schnell rassistischer Widerstand gegen die Neuankommenden. Schon kurz nach ihrer Ankunft kam es zu gewaltvollem Vorgehen und lokalen Ausgrenzungsversuchen. 1849 vertrieben weiße Minenarbeiter 60 Chinesen aus ihren Jobs. 1852 kam es zu Protesten und Massenversammlungen, da weiße Goldsucher befürchteten, die chinesischen Arbeiter würden ihre Löhne senken.
Von politischer Seite wurden diese Entwicklung schnell aufgegriffen. Schon 1852 forderte Gouverneur John Bigler eine Begrenzung der chinesischen Einwanderung durch Steuererhebungen und das Verbot von sogenannten coolies (billige und leicht auszubeutende Arbeiter). Zwar scheiterte Biglers Antrag, seine Rede kann dennoch als Beginn der politischen Anti-Chinese-Bewegung angesehen werden. Bereits zuvor entstanden Gesetze, die sich direkt oder indirekt gegen Chinesen richteten. 1849 wurde festgelegt, dass Chinesen und andere Nicht-Weiße von der Wahl ausgeschlossen seien. 1850 legte eine Steuer (Foreign Miner Tax) fest, dass ausländische Goldgräber eine monatliche Abgabe zahlen mussten. Diese Steuer traf auch die chinesischen Arbeiter. Ab 1854 wurde chinesischen Einwanderern auch die Aussage gegen Weiße vor Gericht verwehrt. Der Oberste Richter des kalifornischen Supreme Courts Hugh Murray begründete dies, indem die Chinesen mit den Native Americans, die ebenfalls nicht aussagen durfte, gleichsetzte. 1859 wurde ein Gesetz verabschiedet, dass die chinesische Einwanderer als coolies stigmatisierte und weshalb sie eine monatliche Steuer zahlen mussten, wenn sie in Kalifornien leben wollten.

### Die anti-chinesische Bewegung formiert sich

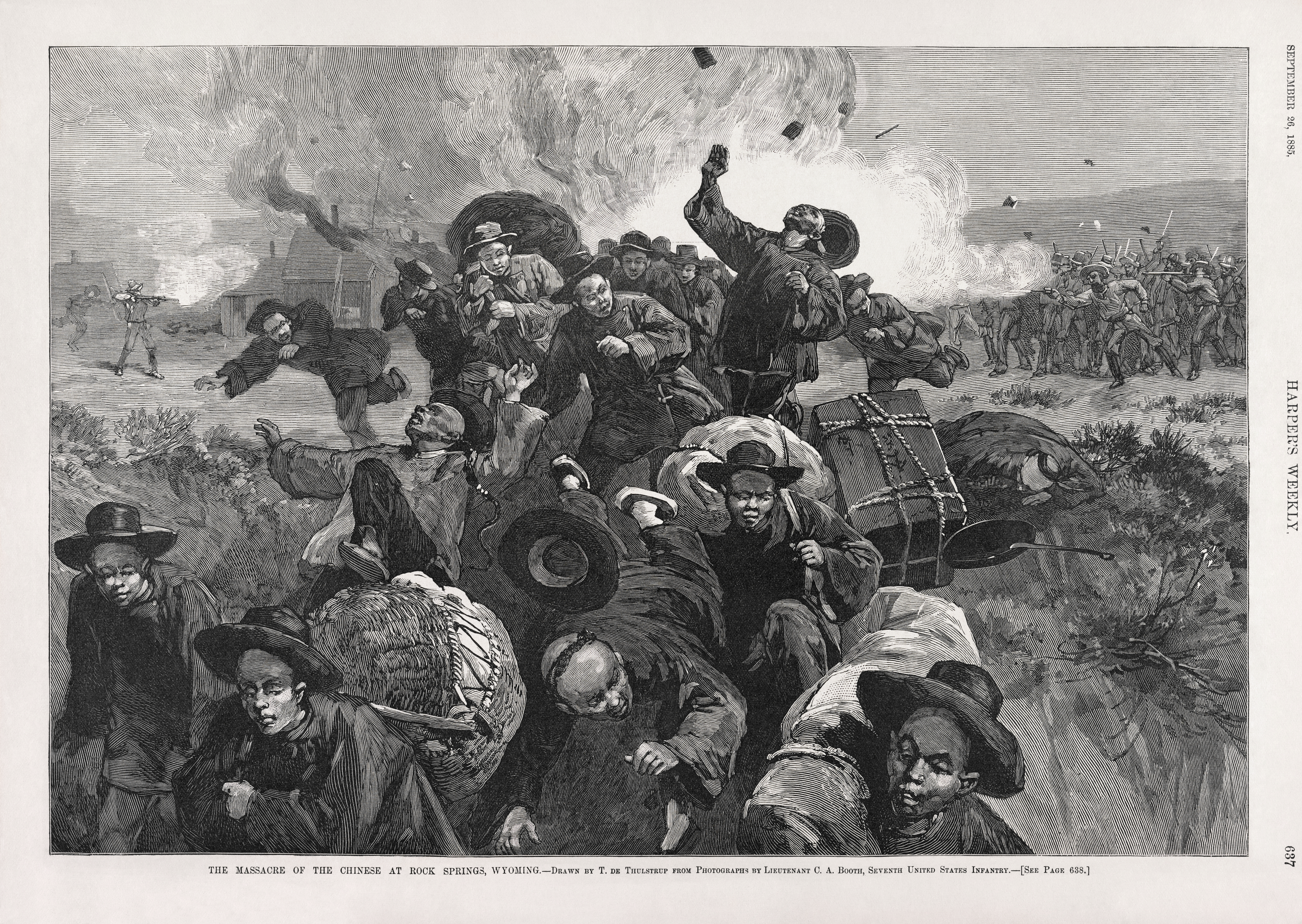
Szene aus den anti-chinesischen Unruhen 1885 in Rock Springs, Wyoming, bei denen 28 Chinesen ermordet wurden.

Die Ablehnung der chinesischen Migranten durch weite Teile der amerikanischen Bevölkerung, steigerte sich in der wirtschaftlichen Krisenzeit der 1870er Jahre zu einer anti-chinesischen Hysterie. Am 24. Oktober 1871 kam es in Los Angeles zu einem rassistischen Aufstand, in dessen Verlauf ein Mob von mehr als 500 europäischstämmigen Personen in die Chinatown einfiel und mindestens 20 der Bewohner tötete. Am 23. Juli 1877 begann in San Francisco ein Aufstand, an dem ca. 10.000 Personen teilnahmen. In der ganzen Stadt wurden Chinesen angegriffen, viele ihrer Geschäfte wurden niedergebrannt. Army, Navy und die lokale Bürgerwehr konnten die Unruhen erst nach drei Tagen beenden. In Truckee, einer Bergstadt am Rande der Goldfelder der Sierra Nevada, rottete sich am 28. Oktober 1878 ein Mob zusammen, brannte die Chinatown nieder und vertrieb die gesamte chinesische Einwohnerschaft (fast 2.000 Personen). Am 31. Oktober 1880 begannen in Denver, Colorado Rassenunruhen, die in der Ermordung eines Chinesen und der Zerstörung der Chinatown gipfelten. Zu weiteren Ausschreitungen, bei denen rund 500 chinesische Minenarbeiter attackiert und 28 davon umgebracht wurden, kam es am 2. September 1885 in Rock Springs, Wyoming. Dies sind nur fünf Beispiele; bis ins 20. Jahrhundert hinein fanden im amerikanischen Westen Hunderte von organisierten Angriffen auf Leib und Besitz chinesischer Migranten statt.

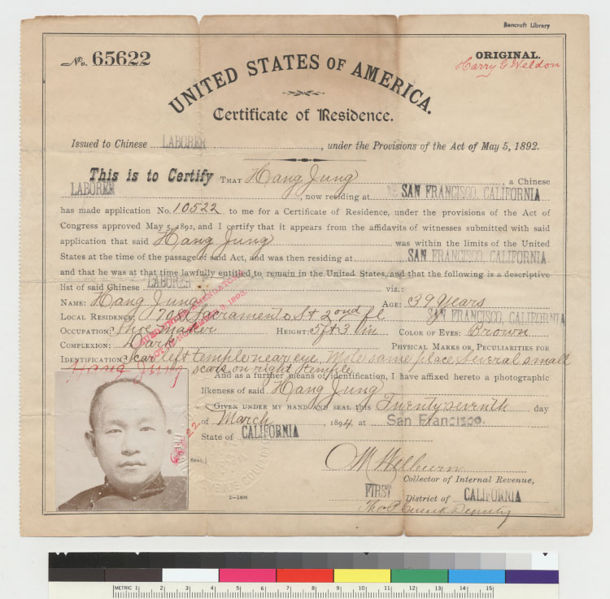
Seit 1892 mussten alle chinesischen Einwohner der USA ein Certificate of Residence bei sich tragen. Bei Verstößen gegen diese Vorschrift drohte Ausweisung oder Zwangsarbeit.

Die prominentesten Agitatoren der anti-chinesischen Bewegung waren der Politiker und Arbeiterführer Dennis Kearney (1847–1907) und Samuel Gompers (1850–1924). Gompers hatte 1886 in Columbus, Ohio eine der ersten amerikanischen Gewerkschaften, die American Federation of Labor, gegründet und veröffentlichte 1901 einen Essay Meat Vs. Rice. American Manhood against Coolieism, der bei den Ausländerfeinden der Zeit viel Beachtung fand. Die anti-chinesische Bewegung wurde im ganzen Land so einflussreich, dass sich schließlich auch die US-Regierung dem Druck nicht mehr widersetzte und 1880 den Burlingame Treaty mit China neu verhandeln ließ. Das Ergebnis war ein sofortiger Einreisestopp für Neumigranten aus China. Zum Wendepunkt in der amerikanischen Chinesenpolitik wurde die Revision des Treaty jedoch dadurch, dass dem U. S. Supreme Court, dem obersten Gerichtshof der USA, damit die Argumentationsgrundlage entzogen wurde, mit der er in der Vergangenheit viele anti-chinesische Einzelgesetze als Unrecht erkannt und außer Kraft gesetzt hatte. Die Folge war der Beginn einer großen Abwanderungsbewegung. In den nächsten Jahrzehnten gingen Zehntausende von Chinesen zurück nach China, andere zogen in den amerikanischen Osten, etwa nach New York, Boston oder Chicago.

### Opiumrauchen als Stigma
Die von chinesischen Einwanderern mit eingeführte Sitte des Opiumrauchens wurde im Wesentlichen in San Francisco, aber auch in New York City, New Orleans und Albany praktiziert. Die meist von Chinesen betriebenen Opiumhöhlen („Opium-Dens“) wurden von Amerikanern unterschiedlichster Herkunft, insbesondere chinesischen Einwanderern, genutzt. Ins Zentrum der antichinesischen Ressentiments rückte die Sitte des Opiumrauchens, die als Beweis für die „Gefährlichkeit“ der Chinesen instrumentalisiert wurde. Diese Ressentiments wurden durch die Boulevardpresse, die Chinesen pauschal als Opium rauchende Kriminelle dargestellte, verstärkt. Als nach 1870 auch weiße Amerikaner die Sitte des Opiumrauchens übernahmen, sah man die Grundfesten des weißen Amerikas bedroht. Politiker widmeten sich der „Chinesenfrage“ daraufhin durch den Erlass zahlreicher antichinesischer Gesetze, die Kultur und Lebensbedingungen der chinesischen Einwanderer erheblich beeinträchtigten und einschränkten (z. B. Verbot der traditionellen Haartracht 1873, Zuzugsbeschränkungen, Wohnsitznahme nur in bestimmten Stadtteilen San Franciscos 1865). In die Reihe dieser diskriminierenden Gesetze fügte sich auch das 1875 in San Francisco erlassene erste Strafgesetz der westlichen Welt gegen den Opiumkonsum („City Ordinance“), welches Opiumrauchen bei Geld- und/oder Freiheitsstrafe verbot. Dieses Gesetz wurde prompt umgesetzt, es kam zu Festnahmen und Verurteilungen. Bei geschätzten 3000–4000 „Opiumsüchtigen“ in San Francisco im Jahre 1885 gab es 38 Festnahmen von Besitzern der Rauchhäuser und 220 Festnahmen von Besuchern dieser Etablissements.

### Chinese Exclusion Act
Mit dem 1882 verabschiedeten Chinese Exclusion Act wurde die Suspendierung der chinesischen Einwanderung auch als Bundesgesetz festgeschrieben. Durch Nachtragsgesetze (Chinese Exclusion Act, 1884 Amendments) wurden die Regelungen verschärft und auch auf ethnische Chinesen ausgedehnt, unabhängig von ihrer Staatsbürgerschaft. Auf diese Weise konnten die Regelungen des Chinese Exclusion Act selbst auf solche Chinesen angewandt werden, die per Geburt amerikanische Staatsbürger waren. 1888 folgte der Scott Act mit dem die so genannten exit visa abgeschafft wurden. Chinesen, die legal in den USA lebten, verloren damit das Recht, nach einer Reise ins nicht-amerikanische Ausland in die USA zurückzukehren. Durch den 1892 verabschiedeten Geary Act wurden die Regelungen des Chinese Exclusion Act um 10 Jahre verlängert; 1902 folgte eine weitere Verlängerung um 10 Jahre, die 1904 in eine Verlängerung auf unbefristete Zeit umgewandelt wurde.

### Angel Island

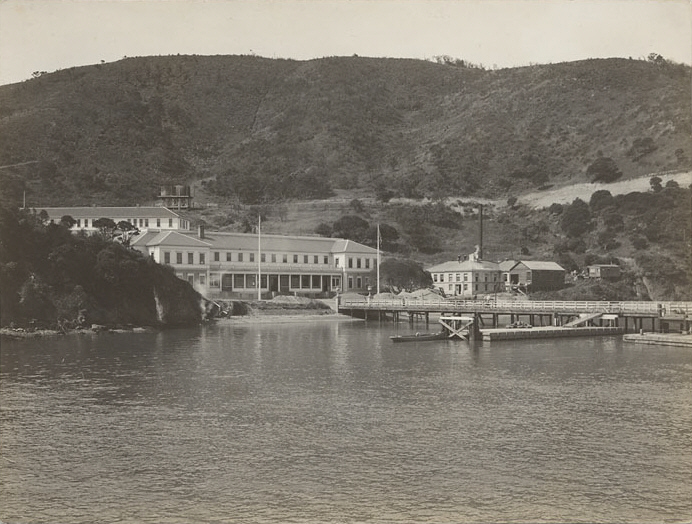
Zwischen 1910 und 1940 reisten die chinesischen Migranten meist über Angel Island ein, wo sie für „Inspektionen“ oft monatelang festgehalten wurden.

Der Chinese Exclusion Act führte zu einer drastischen Verringerung der chinesisch-amerikanischen Migration, beendete sie jedoch nicht vollständig. Chinesische Kaufleute, Lehrer, Studenten, Diplomaten und Touristen fielen nicht unter die Regelung und durften weiterhin einreisen – zumindest dem Gesetzestext nach. Tatsächlich wurden Bewerber oft willkürlich und zu Unrecht als Arbeiter eingestuft. Später kamen zu den Bewerbern viele Personen – besonders Kaufleute und in den USA geborene Chinesen – hinzu, die sich und ihren Angehörigen das Recht zur Einreise vor Gericht erstritten hatten. Die Chinese Six Companies brachten in dieser Zeit Hunderte von Klagen ihrer Mitglieder vor Gericht, die häufig zu Gunsten der chinesischen Migranten entschieden wurden. Die restriktive amerikanische Einwanderungspolitik führte in der chinesisch-amerikanischen Gemeinschaft auch zur Entstehung eines schwunghaften Handels mit Geburtspapieren, durch die paper sons erzeugt wurden: junge Männer, die zu ihren angeblichen Vätern – Chinesen mit amerikanischer Staatsbürgerschaft – in die USA einreisten. Die „Väter“ dieser „Papiersöhne“ hatten den amerikanischen Behörden bereits Jahre zuvor die in China erfolgte (und oft frei erfundene) Geburt eines Sohnes oder einer Tochter gemeldet, um die so erlangten Papiere später an junge Leute im passenden Alter verkaufen zu können. Da den Behörden dieses Verfahren sehr wohl bekannt war, wurden einreisende Söhne und Töchter nach ihrer Ankunft in den USA ausführlich verhört – nachdem sie vor ihrer Abreise ebenso detailliert mit gefälschten Lebensgeschichten vorbereitet worden waren.

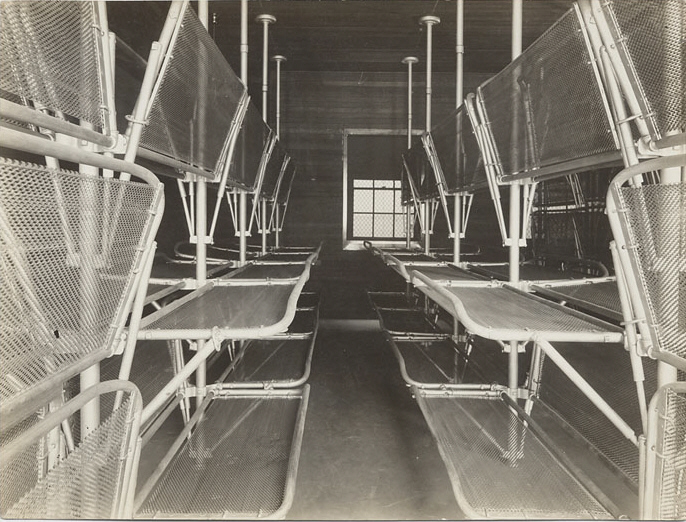
Schlafraum in der Einwanderungsstation auf Angel Island.

Nach Inkrafttreten des Chinese Exclusion Act kamen viele chinesische Migranten illegal über die mexikanische oder kanadische Grenze ins Land. Die übrigen reisten in aller Regel über San Francisco ein, wo die Einwanderungsbehörde eine spezielle Aufnahmestation betrieb. Ersteinreisende wurden immer hierher gebracht, wiedereinreisende Ausländer häufig. Die Station war zunächst in einem baufälligen Hafengebäude untergebracht, das „The Shed“ (deutsch: Der Schuppen) genannt wurde. Angeblich für Anhörungen wurden die Einreisenden dort unter unsäglichen sanitären Bedingungen und bei unzureichender Kost häufig monatelang festgehalten. 1910 zog die Station nach Angel Island um, eine Insel in der Bucht von San Francisco. Die Unterbringung auf Angel Island war geringfügig besser als im Shed, die Funktion der Einrichtung blieb jedoch dieselbe: die Zahl der chinesischen Einreisenden möglichst gering zu halten. Während nicht-chinesische Bewerber zügig abgefertigt wurden, mussten Chinesen bis zur „Inspektion“ lange Wartezeiten in Kauf nehmen: 3 bis 4 Wochen waren die Norm; häufig wurden sie monatelang festgehalten, in Einzelfällen, wenn die Sache vor Gericht ging, auch bis zu zwei Jahren. Etwa 10 Prozent der Bewerber wurden abgewiesen. Infolge der schlechten Unterbringungsbedingungen kam es 1919 und 1920 auf Angel Island wiederholt zu Aufständen. Die Insel ist oft mit der Einwanderungsstation auf Ellis Island in New York City verglichen worden: ein Vergleich, der jedoch hinkt, da die New Yorker Bewerber nach einer flüchtigen Befragung und Gesundheitsprüfung meist problemlos einreisen konnten. Die Einreisenden auf Angel Island hingegen wurden häufig unter dem Verdacht ansteckender Krankheiten oder gefälschter Papiere festgehalten. Die chinesischen Frauen empfanden die ärztlichen Untersuchungen, bei denen sie sich vollständig entkleiden mussten, als besonders demütigend; in China verlangten Ärzte nie, dass ihre Patientinnen sich auszogen. Die INS-Station auf Angel Island wurde 1940 zwar geschlossen, was aber keineswegs ein Ende der „Inspektionen“ bedeutete; diese wurden lediglich in die Ausreiseländer verlagert.

### Das Leben in der Isolation

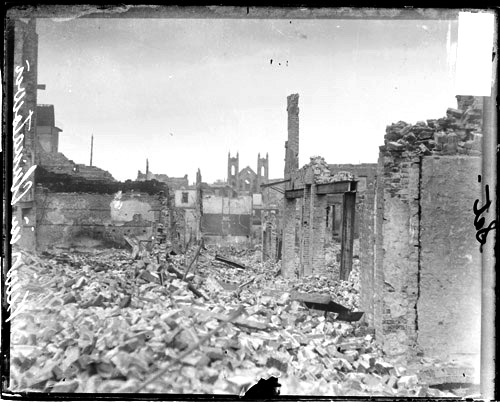
Die Chinatown von San Francisco nach dem Erdbeben von 1906.

Nach Inkrafttreten des Chinese Exclusion Act gerieten auch die im Lande verbliebenen Chinesen zunehmend unter Druck. Aus vielen Berufen, die sie bis dahin noch ausgeübt hatten, wurden sie verdrängt; oft arbeiteten sie nun als Betreiber von Restaurants und Wäschereien oder als Haushaltshilfen. Parallel erfolgte die Zurückdrängung in die Chinatowns. In San Francisco, wo 1890 noch 24.613 Chinesen lebten, durften diese nur ein Gebiet von 12 Häuserblocks besiedeln. Die Lebensbedingungen in dieser Chinatown wurden unerträglich und brachten – gefördert durch die Tongs – eine erhebliche Kriminalität hervor mit Glücksspiel, Drogen, Prostitution und Bandenkriegen, die ihren Höhepunkt in den 1920er Jahren erreichten. Tausende von Bewohnern wanderten ab, oft zurück nach China. Bis 1900 sank die Zahl der Chinesen in San Francisco auf 13.954; 1920 waren es nur noch 7.774. Als infolge des Erdbebens von 1906 große Teile von San Francisco in Brand gerieten, wurde auch die Chinatown restlos zerstört. Bis zum Wiederaufbau fand ein Großteil der Bewohner in der chinesischen Gemeinde in Oakland Zuflucht. Die Zerstörung des Rathauses und der Hall of Records, bei der zahllose Akten verbrannten, erwies sich für viele chinesische Bewohner der Stadt als Glücksfall, da sie dadurch Anspruch erheben konnten, Kaufleute oder amerikanische Staatsbürger zu sein. In großer Zahl übersiedelten Chinesen in dieser Zeit auch in den amerikanischen Osten, wo inzwischen ebenfalls viele Chinatowns entstanden waren.
Seit ihrer Frühzeit besaß die chinesisch-amerikanische Gemeinschaft eine eigene Presse. Bereits seit 1854 erschienen in San Francisco die in chinesischer Schrift gedruckten „Golden Hill News“ (chinesisch 金山新闻, Pinyin Jīnshān Xīnwén). Viele weitere Zeitungen folgten, unter denen die zweisprachige „Chinese World“ die traditionsreichste wurde; sie erschien von 1891 bis 1969. Große Bedeutung hatten auch der „China West Daily“ (chinesisch 中西日報, kantonesisch Chung Sai Yat Po, 1900–1951) und das von Sun Yat-sen begründete pro-revolutionäre „Young China Morning Paper“ (chinesisch 少年中国晨报, Pinyin Shǎonián Zhōngguó Chén Bào). In den Augen der europäischstämmigen Amerikaner, deren Wahrnehmung von ethnischen Stereotypen beherrscht war und die über China nicht viel wussten, waren alle Chinesen gleich. In Wirklichkeit jedoch setzte sich die chinesisch-amerikanische Gemeinschaft aus Vertretern einer Vielzahl von ethnischen Gruppen zusammen: Kantonesen, Hakka, Mongolen, Mandschu, Koreaner, Tibeter, Thai, Fujianesen, Nordchinesen, Taiwaner usw. In sprachlicher und kultureller Hinsicht waren diese Gruppen so unterschiedlich, dass ihre Vertreter sich – solange sie in China lebten – gegenseitig eher als „Ausländer“ denn als Landsleute empfanden. Nach der Emigration verloren diese Gegensätze jedoch an Bedeutung. Das Verbindende trat in den Vordergrund: die gemeinsame Schrift, die eine Verständigung auch über die Barrieren der unterschiedlichen chinesischen Sprachen hinweg möglich machte. Der chinesisch-amerikanischen Presse kam bei der Ausbildung des Gruppenselbstverständnisses der chinesischen Einwanderer eine Schlüsselrolle zu. Neben der Verbreitung aktueller Nachrichten dienten diese Zeitungen daneben auch als Kulturforen, die die Öffentlichkeit mit der im Entstehen begriffenen chinesisch-amerikanischen Literatur in Berührung brachten, deren Pionierin Sui Sin Far (1865–1914) war. Bis zum Zweiten Weltkrieg erlangten ansonsten nur wenige chinesische Amerikaner den Rang von Persönlichkeiten des öffentlichen Lebens, darunter vor allem der Kameramann James Wong Howe (1899–1976) und die Schauspielerin Anna May Wong (1905–1961). Seit der frühen Stummfilmzeit entstanden in New York und seit den 1910er Jahren in Hollywood viele Filme, die chinesische Szenen zeigten oder die Chinatowns der amerikanischen Großstädte als exotische Kulissen nutzten; diese Streifen waren beim chinesischen Publikum ebenso beliebt wie bei nicht-chinesischen Kinobesuchern. Noch wichtiger war der chinesisch-amerikanischen Gemeinschaft freilich das chinesische Theater. In San Francisco war bereits 1852 eine erste chinesische Theatertruppe entstanden; zahllose weitere folgten überall, wo Chinatowns gegründet wurden.

## Nach dem Ende des chinesischen Kaiserreichs (1912–1943)

### China wird Republik

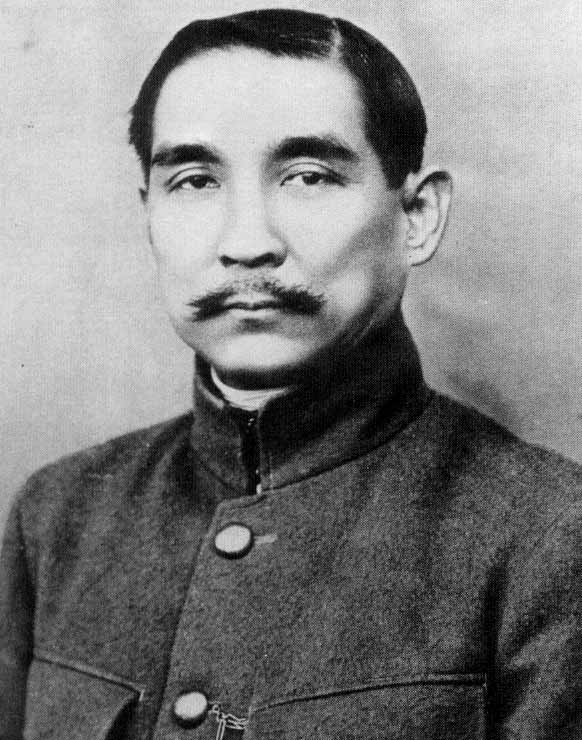
Der erste provisorische Präsident der chinesischen Republik, Sun Yat-sen.

In China verschlechterte sich die politische Situation weiter. Im Japanisch-Chinesischen Krieg von 1894/95 wurde nicht nur die chinesische Flotte zerstört, sondern auch Formosa und Korea gingen verloren. Europa und Japan teilten China in Einflusssphären auf, die Qing-Dynastie lag in Trümmern. Seit 1861 lagen die Regierungsgeschäfte über lange Zeiträume hinweg in der Hand der Kaiserinwitwe Cixi, die sich Reformen widersetzte, wenn diese ihre Macht in Frage stellten. Der Widerstand gegen die Qing-Herrschaft organisierte sich im Ausland, etwa in der britischen Kronkolonie Hongkong und in Hawaii, wo Exilchinesen in Dissidentengruppen zusammenfanden, aus denen Sun Yat-sen 1912 die Kuomintang gründete. Breite Unterstützung fanden die Dissidenten auch in der chinesischen Gemeinschaft auf dem amerikanischen Festland, das Sun Yat-sen zwischen 1904 und 1910 wiederholt bereiste, um Geld für die Revolution zu sammeln. Dabei stand ihm in den USA besonders die Triadenorganisation zur Seite. Der Sturz des chinesischen Kaisers Pu Yi und die Ausrufung der Republik China am 1. Januar 1912 wurden in der amerikanischen Öffentlichkeit weithin begrüßt. Nachdem China nach dem Boxeraufstand (1900) umfangreiche Reparationen zahlen musste, hatte Präsident Theodore Roosevelt einen Großteil dieser Zahlungen zur Stiftung von Stipendien verwendet, die es in den folgenden Jahren Tausenden von jungen Chinesen ermöglichten, an amerikanischen Universitäten zu studieren. Viele davon wirkten nach 1912 am Aufbau der jungen chinesischen Republik mit, darunter z. B. Charlie Soong, dessen Töchter Qingling und Meiling zwei der mächtigsten chinesischen Staatsmänner heirateten.

### Beginnende Assimilation
Die in den USA lebenden Chinesen sahen trotz ihrer Begeisterung über die politische Wende in China nur selten Veranlassung, ihr Leben in Amerika aufzugeben und nach China zurückzugehen. Die Männer schnitten jedoch ihre Zöpfe ab und trugen ihr Haar fortan auf westliche Weise. Mehr noch veränderten sich die jungen chinesischen Frauen, von denen viele sich vom traditionsgeprägten Leben ihrer Eltern distanzierten, sich in Flapper verwandelten und einen amerikanischen Lebensstil annahmen. In dem Umfang, in dem amerikanisierte junge Chinesen heranwuchsen, entstanden auch amerikanisierte politische Organisationen wie die Chinese American Citizens Alliance (1895). Da es in der Demokratischen Partei starke anti-chinesische Kräfte gab, standen diese Organisationen zunächst der Republikanischen Partei nahe. Dies änderte sich erst, als Präsident Franklin D. Roosevelt in den 1930er Jahren die Minderheiten des Landes und die Arbeiterkoalition in einem Bündnis vereinigte (New Deal). Danach schlossen sich chinesische Amerikaner erstmals in größerer Zahl den Demokraten an; 1957 wurde in San Francisco der landesweit tätige Chinese American Democratic Club gegründet.

### Zwischenkriegszeit und Zweiter Weltkrieg
Mit der Gründung der chinesischen Republik begann sich das Image des chinesischen Volkes in der amerikanischen Öffentlichkeit zu verbessern. Mit „Die gute Erde“ brachte Hollywood im Februar 1937 erstmals ein großes Filmepos mit sympathisch gezeichneten chinesischen Hauptfiguren hervor. Als ein halbes Jahr darauf die Japaner in China einfielen (Zweiter Japanisch-Chinesischer Krieg), verstärkte sich die pro-chinesische Stimmung weiter. Als nach dem japanischen Angriff auf Pearl Harbor (1941) eine Kampagne gegen die in den USA lebenden Japaner begann, die 1942 in eine Masseninternierung mündete, waren viele Chinesen unfreiwillig mitbetroffen, da sie von nichtasiatischen Amerikanern auf der Straße für Japaner gehalten wurden.

## Öffnung

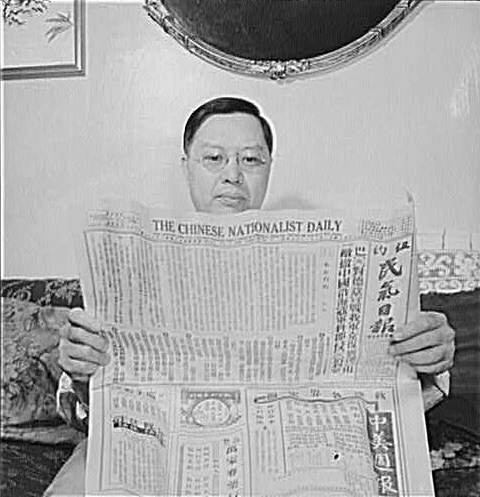
Chinesischer Amerikaner in seiner Wohnung in Flatbush, Brooklyn (1942).

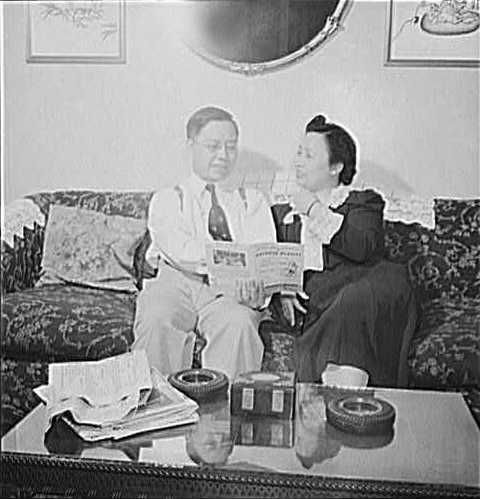
Chinesisch-amerikanisches Paar (1942).

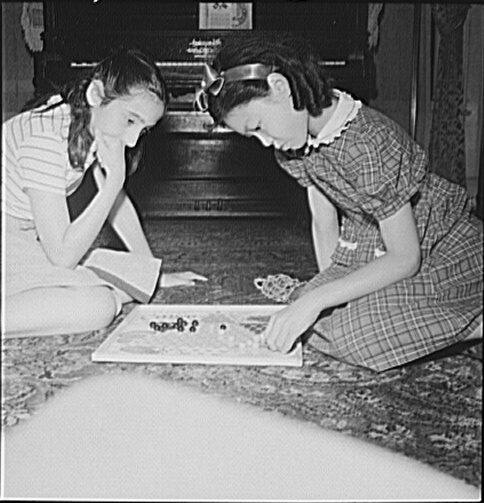
Chinesisch-amerikanische Mädchen beim Brettspiel (1942).

### Magnuson Act
Da China während des Zweiten Weltkrieges amerikanischer Bündnispartner war, gerieten die USA unter Druck, die Bestimmungen des Chinese Exclusion Act wieder aufzuheben. Am 17. Dezember 1943 wurde der Magnuson Act verabschiedet, der erstmals seit 1882 wieder den Zuzug von Chinesen erlaubte. Das Gesetz sah auch vor, dass Chinesen, die bereits in den USA lebten, die amerikanische Staatsbürgerschaft erwerben konnten. Die chinesische Einwanderung war nach der Aufhebung des Chinese Exclusion Act jedoch nicht einfach freigegeben, sondern fiel nun unter die Bestimmungen des Immigration Act of 1924, der für den Zuzug von Ausländern eine Quotenregelung vorsah. Die Zahl der Chinesen, die nach Inkrafttreten des Magnuson Act einreisen durften, war bis auf weiteres auf 105 Personen pro Jahr beschränkt.

### Strukturwandel der chinesisch-amerikanischen Gesellschaft
Der Magnuson Act markiert den Ausgangspunkt eines kleinen, aber stetigen Zustroms von Ehefrauen und Kindern chinesischer Amerikaner. Weitere Chinesinnen kamen als Soldatenfrauen nach dem Ende des Zweiten Weltkrieges in die USA. Mehr als 13.000 chinesische Amerikaner hatten am Krieg nämlich als Soldaten teilgenommen, von denen viele an Schauplätzen des Pazifikkrieges eingesetzt gewesen waren, wo sie chinesische Frauen kennengelernt und geheiratet hatten. Aufgrund des War Brides Act durften 1945 rund 6.000 chinesische „Kriegsbräute“ ihren Männern in die USA folgen. Weitere Verbesserungen brachte der 1952 verabschiedete Immigration and Nationality Act, der die Quotenregelung zwar nicht aufhob, Frauen und Kindern amerikanischer Staatsbürger eine Einreise jedoch auch ohne Berücksichtigung der Quoten erlaubte. Das Geschlechterverhältnis der chinesisch-amerikanische Gemeinschaft, die bis dahin eine reine Männergesellschaft gewesen war, gelangte allmählich ins Gleichgewicht. Nach und nach kam es auch zu einem qualitativen Strukturwandel, wie er in ähnlicher Weise auch in China stattfand: die bedingungslose Autorität der Männer über die Frauen kam ins Wanken, ebenso die der Alten über die Jungen, Ehen wurden nicht mehr von der Familie arrangiert, sondern aus Zuneigung geschlossen an die Stelle der Großfamilien traten moderne Kleinfamilien. Obwohl viele der traditionellen Strukturen noch bis in die 1950er Jahre fortbestanden, wurden sie in dem Umfang aufgegeben, in dem junge, in den USA geborene Generationen nachwuchsen. Seit der Mitte des 20. Jahrhunderts fanden diese ihren Weg auch in College-Ausbildungen und moderne Berufe.

### Nach der Gründung der Volksrepublik China
Im Chinesischen Bürgerkrieg unterlagen die Kuomintang 1949 der Kommunistischen Partei, die am 1. Oktober die Volksrepublik China ausrief. Zu diesem Zeitpunkt hielten sich Tausende von chinesischen Studenten, Wissenschaftlern, Lehrern und Geschäftsleuten in den USA auf, von denen viele nicht nach China zurückkehren konnten, da sie mit dem geschlagenen Regime eng verbunden gewesen waren. Ein Teil von ihnen ging nach Taiwan, Hongkong oder Singapur. Ca. 5.000 Menschen – größtenteils Studenten – blieben in den Vereinigten Staaten und bildeten den Grundstock eines neuen Typs von chinesischen Einwanderern, hervorragend ausgebildeten und hochbegabten jungen Leuten aus allen Regionen Chinas, die auch in den USA auf berufliche Spitzenpositionen strebten und sich leichter als frühere chinesische Migranten assimilierten. Bekannte Vertreter dieser Generation sind z. B. die späteren Physik-Nobelpreisträger Chen Ning Yang (* 1922) und Tsung-Dao Lee (1926–2024). Weitere Chinesen konnten auf der Grundlage des Displaced Persons Act (1948) und des Refugee Relief Act (1953) einreisen. Viele der chinesischen Intellektuellen gerieten in den USA unerwartet unter Druck, als die „McCarthy-Ära“ (1948–1956) anbrach. Unter dem Eindruck der Gründung der Volksrepublik China, der Berlin-Blockade, des Koreakrieges und des Vietnamkrieges entstand in den USA ein intensiver Antikommunismus, der mit einem neuen chinesischen Feindbild verbunden war. Die chinesischen Intellektuellen, die nach China tatsächlich deshalb nicht zurückkehren konnten, weil sie dort als Antikommunisten verfolgt worden wären, gerieten während der Kampagne, deren Schlagwörter „Red Scare“ (Rote Angst) und „Yellow Peril“ (Gelbe Gefahr) lauteten, unter den Verdacht, sie trügen den Kommunismus in die USA. Chinesischen Migranten, die der Gesinnungsprüfung nicht standhielten, drohten Internierung, Deportation und der Verlust der amerikanischen Staatsbürgerschaft. Noch schwerere Auswirkungen hatte ein seit 1957 bestehendes Chinese Confession Program (deutsch: Geständnis-Programm für Chinesen), an dem 30.000 Menschen teilnahmen und das unter dem Deckmantel einer Amnestie für illegale Migranten, die die Täuschung der Behörden zugaben, innerhalb der chinesisch-amerikanischen Gemeinschaft ein umfassendes System der gegenseitigen Bespitzelung und Denunziation errichtete, durch welches die menschlichen Beziehungen in dieser Gemeinschaft auf Jahrzehnte hinaus schwer belastet wurden.

### Jüngere Entwicklungen

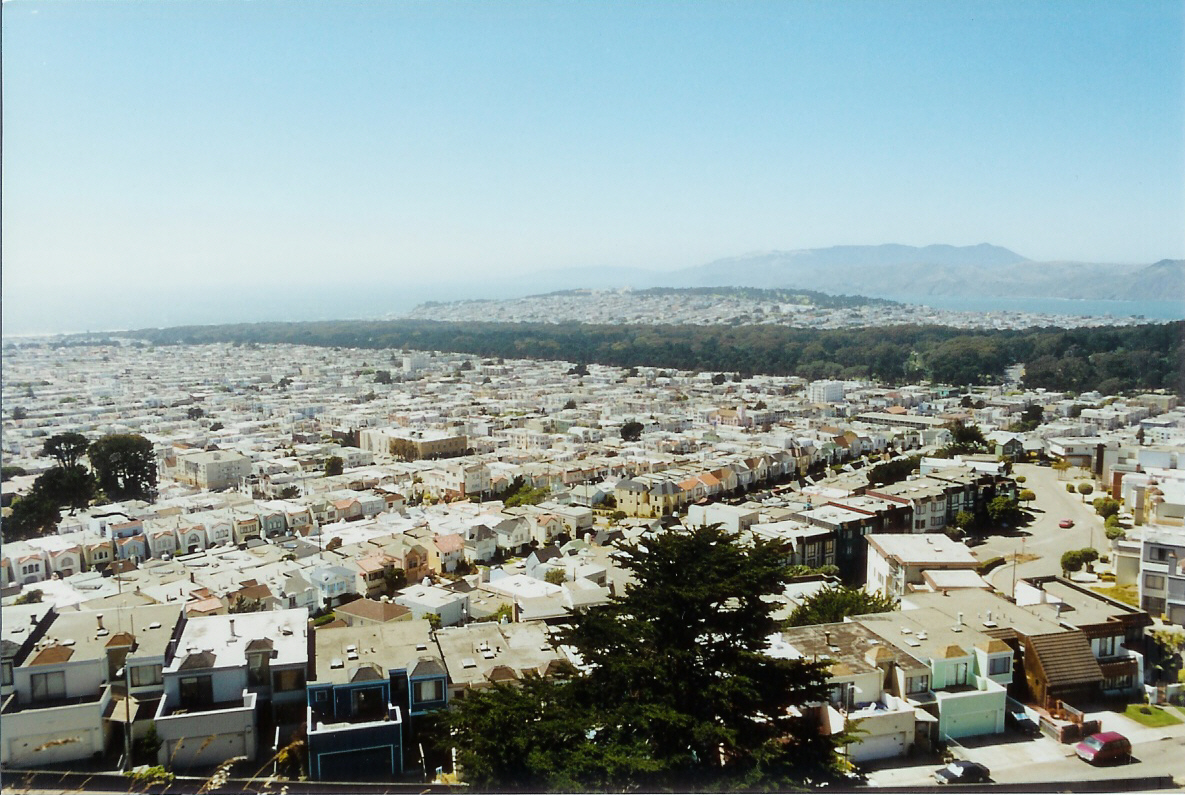
Der Stadtteil Sunset District in San Francisco. Die meisten chinesischen Amerikaner leben heute in modernen Vorstadtsiedlungen wie dieser.

Seit Mitte der 1950er Jahre setzte sich die amerikanische Bürgerrechtsbewegung, deren bekanntester Protagonist Martin Luther King war, für die Durchsetzung der verfassungsmäßig garantierten Menschen- und Bürgerrechte auch für die bis dahin benachteiligten Teile der Bevölkerung ein. Für die farbigen Amerikaner war dieser Kampf, dessen wichtigste Erfolge der Civil Rights Act (1964) und der Voting Rights Act (1965) waren, ebenso bedeutsam wie für die chinesischen Migranten. 1969 entstand die Bürgerrechtsorganisation Chinese for Affirmative Action. Bereits seit 1962 hatte Präsident John F. Kennedy die bestehenden Einwanderungsgesetze genutzt, um 15.000 Chinesen auf der Grundlage befristeter Visa einreisen zu lassen. Die meisten von ihnen blieben und wurden amerikanische Staatsbürger. Am 1. Juli 1968 trat mit den 1965 verabschiedeten INS Act ein neues Immigrationsgesetz in Kraft, mit dem das amerikanische Einwanderungsrecht weitgehend liberalisiert wurde. Die Quoten wurden abgeschafft; fortan konnten jährlich bis zu 20.000 Chinesen ein Visum erhalten.
Die Armut, die bis zur Mitte des 20. Jahrhunderts für die chinesischen Amerikaner typisch war, ist heute noch bei vielen chinesischen Alten vorzufinden, die oft unter elenden Bedingungen in den Chinatowns leben und auf die staatliche Wohlfahrt angewiesen sind. Die große Mehrheit der in den USA geborenen Chinesen gehört heute jedoch der Mittelschicht an und ist vollständig assimiliert. 49,2 % der in den USA lebenden Chinesen haben mindestens einen Bachelor-Abschluss (USA insgesamt: 27,0 %; nur Personen über 24 Jahre). Das mittlere Einkommen chinesisch-amerikanischer Haushalte beträgt 57.015 Dollar (USA insgesamt: 44.684 Dollar). 57,1 % der in den USA lebenden Chinesen sprechen Englisch mindestens „sehr gut“, 23,8 % sprechen nur Englisch. Im Gegensatz zu den früheren chinesischen Einwanderern, deren Muttersprache meist das Kantonesische war, sprechen die heutigen chinesischen USA-Migranten mehrheitlich Hochchinesisch; ihre Kinder erlernen die chinesische Schriftsprache oft in privat organisierten Sonntagskursen. Es wird geschätzt, dass etwa ein Drittel der chinesischen Amerikaner sich zum christlichen Glauben bekennt, wobei die chinesisch-amerikanischen Kirchen allerdings häufig auch konfuzianische Werte lehren. Unabhängig von ihrem Glauben feiern die meisten chinesischen Amerikaner auch traditionelle Feste wie das Chinesische Neujahrsfest, das Mondfest und das Qingming-Fest. Die letzten Jahrzehnte des 20. Jahrhunderts sind durch eine zunehmend intensive Beschäftigung der chinesisch-amerikanischen Gemeinschaft mit ihrem kulturellen Erbe gekennzeichnet. Die chinesisch-amerikanische Geschichtsschreibung, Literatur und Kunst blüht, ihre Protagonisten sind Künstler wie die Schriftsteller Iris Chang, David Henry Hwang, Ha Jin, Elizabeth Wong und Anchee Min, der Architekt Ieoh Ming Pei und der Filmregisseur Wayne Wang. Durch Filmschauspieler wie Bruce Lee, Jackie Chan, John Lone, Joan Chen, Gong Li und Lucy Liu und durch Musiker wie die Liedermacherin Vienna Teng haben chinesische und chinesisch-amerikanische Persönlichkeiten auch in der Populärkultur Einzug gehalten.
Im Gegensatz zur chinesischen Kunst und Kultur, die von weiten Teilen der nicht-chinesischen Bevölkerung bis heute kaum wahrgenommen wird, ist die chinesische Küche auch bei nicht-chinesischen Amerikanern überaus beliebt, wobei die chinesisch-amerikanische Restaurantküche weitgehend von der kantonesischen Kochweise geprägt ist. In Städten mit hohem chinesischen Bevölkerungsanteil findet man allerdings auch Restaurants mit Sichuan- oder Hunan-Küche.
Die chinesisch-amerikanische Migration reicht bis in die Gegenwart, wobei heute zwei Gruppen von Migranten besonders charakteristisch sind. Eine Minderheit besteht aus schlecht ausgebildeten, aber arbeitswilligen jungen Leuten, die von Schleppern gegen hohe Kautionen illegal ins Land gebracht werden und die ihre Schuld zu Niedriglöhnen abarbeiten müssen. Im Großraum San Francisco zum Beispiel bestanden Anfang der 1990er Jahre viele kleine Manufakturen (sweatshops), in denen ca. 20.000 chinesische Textilarbeiterinnen unter sklavereiähnlichen Bedingungen beschäftigt waren. Aktuelle Schätzungen über die Zahl der Chinesen, die sich in den USA ohne gültige Einreisepapiere aufhalten, gehen weit auseinander und reichen von 39.000 bis 500.000. Selbst wenn sie behördenkundig werden, bleiben diese Migranten meist im Lande, da sie ohne Papiere nicht nach China abgeschoben werden können.
Die Mehrzahl der chinesischen Neumigranten reist jedoch weiterhin legal ein, darunter vor allem Akademiker und hochqualifizierte Fachkräfte, die für international tätige Unternehmen arbeiten, sowie Studenten, die nach ihrer Ausbildung an einem amerikanischen College nicht nach China zurückkehren. Nachdem infolge des Tian’anmen-Massakers (1989) viele chinesische Studenten in die USA geflohen waren, hatte der US-Kongress 1992 einen Chinese Student Protection Act verabschiedet, der es diesen Flüchtlingen ermöglichte, eine permanente Aufenthaltserlaubnis zu erlangen. Von den schätzungsweise 3,3 Millionen Chinesen, die gegenwärtig in den USA leben, sind ca. 2 Millionen in Asien geboren, also Migranten der ersten Generation. Noch höhere Zuwachsraten verzeichnet nur die mexikanisch-amerikanische Bevölkerung. In der Gegenwart kommen auch Chinesen, die in der Volksrepublik reich geworden sind, erwerben Immobilien und denken an eine Übersiedlung in die USA, um ihren Kindern eine bessere Ausbildung bieten zu können.

## Statistik der chinesischen Bevölkerung in den Vereinigten Staaten (1840-heute)

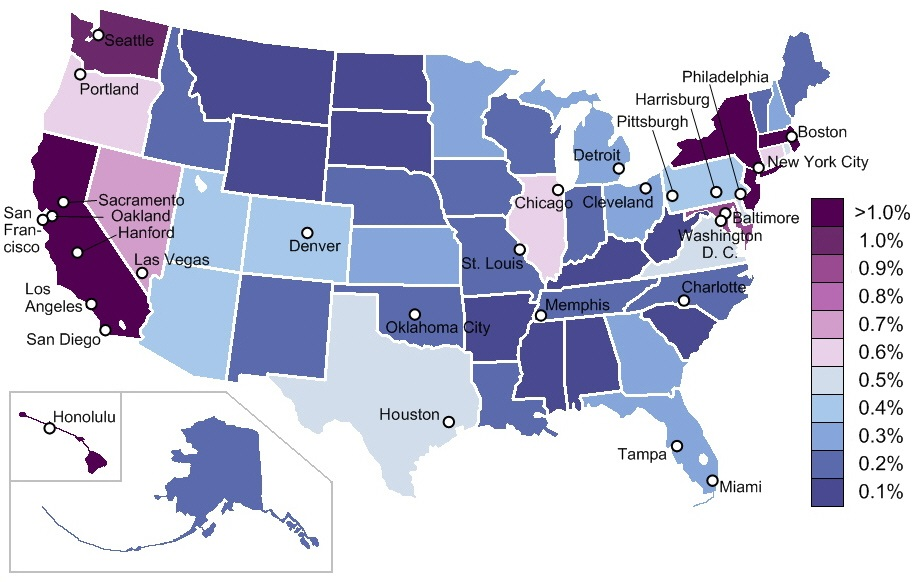
Chinesischer Bevölkerungsanteil in den US-Bundesstaaten (Stand: 2000); Standorte der größten Chinatowns der USA.

Die chinesische Bevölkerung der USA (einschließlich Personen mit gemischt-ethnischer Herkunft):
| Jahr | Einwohner gesamt | davon chinesischer Herkunft | Anteil |
| ---- | ---------------- | --------------------------- | ------ |
| 1840 | 17.069.453       |                             |        |
| 1850 | 23.191.876       | 4.018                       | 0,02 % |
| 1860 | 31.443.321       | 34.933                      | 0,11 % |
| 1870 | 38.558.371       | 64.199                      | 0,17 % |
| 1880 | 50.189.209       | 105.465                     | 0,21 % |
| 1890 | 62.979.766       | 107.488                     | 0,17 % |
| 1900 | 76.212.168       | 118.746                     | 0,16 % |
| 1910 | 92.228.496       | 94.414                      | 0,10 % |
| 1920 | 106.021.537      | 85.202                      | 0,08 % |
| 1930 | 123.202.624      | 102.159                     | 0,08 % |
| 1940 | 132.164.569      | 106.334                     | 0,08 % |
| 1950 | 151.325.798      | 150.005                     | 0,10 % |
| 1960 | 179.323.175      | 237.292                     | 0,13 % |
| 1970 | 203.302.031      | 436.062                     | 0,21 % |
| 1980 | 226.542.199      | 812.178                     | 0,36 % |
| 1990 | 248.709.873      | 1.645.472                   | 0,66 % |
| 2000 | 281.421.906      | 2.432.585                   | 0,86 % |
| 2010 | 308.745.538      | 3.794.673                   | 1,23 % |
| 2020 | 331.449.281      | 5.400.000                   | 1,63 % |

## Film
- Becoming American. The Chinese Experience. – Dreiteiliger Dokumentarfilm von Bill Moyers über die Geschichte der chinesischen Einwanderung in die USA, 2003[46]
- Kung Fu – Fernsehserie über die Abenteuer eines Shaolin-Mönchs in den USA